# Умбриэль (спутник)
Умбриэ́ль — спутник планеты Уран, открытый Уильямом Ласселом 24 октября 1851 года. Назван в честь гнома из пародийной поэмы английского поэта Александра Поупа «Похищение локона».
Умбриэль в основном состоит изо льдов с существенной долей камня. Возможно, он имеет каменное ядро, покрытое ледяной мантией. По размерам Умбриэль занимает третье место среди спутников Урана и обладает самой тёмной поверхностью, отражая всего 16 % падающего света.
Умбриэль, покрытый многочисленными ударными кратерами, достигающими 210 километров в диаметре, занимает второе место среди спутников Урана по количеству кратеров (после Оберона).
Умбриэль, как и все спутники Урана, предположительно образовался в аккреционном диске, окружавшем планету первое время после её формирования.
Систему Урана изучал с близкого расстояния лишь один космический аппарат — «Вояджер-2». Пролёт состоялся в январе 1986 года. Несколько снимков Умбриэля позволили изучить и картировать примерно 40 % его поверхности.

## Открытие и наименование
Умбриэль был обнаружен Уильямом Ласселом 24 октября 1851 года вместе с другим спутником Урана, Ариэлем. Хотя Уильям Гершель, первооткрыватель Титании и Оберона, заявил в конце XVIII века о том, что наблюдал еще четыре спутника Урана, его наблюдения не были подтверждены, и право Гершеля считаться открывателем остальных спутников Урана оспаривается.
Все спутники Урана названы в честь персонажей произведений Вильяма Шекспира и Александра Поупа. Наименования всех четырёх на тот момент известных спутников Урана были предложены сыном Уильяма Гершеля — Джоном — в 1852 году по просьбе Уильяма Лассела. Умбриэль назван в честь меланхоличного гнома из произведения Александра Поупа «Похищение локона». Латинское слово «umbra» означает тень. Спутник также обозначается как Уран II.

## Орбита

Уран со спутниками. Снимок в ближней инфракрасной области (Паранальская обсерватория, 2002)

Орбита Умбриэля находится в 266 000 километрах от Урана, это третий по удалённости из пяти основных спутников Урана. Наклонение орбиты к экватору планеты очень маленькое. Орбитальный период Умбриэля равен 4,1 земных суток и совпадает с периодом его вращения. Другими словами, Умбриэль — синхронный спутник Урана и всегда повернут к нему одной и той же стороной. Орбита Умбриэля полностью проходит внутри магнитосферы Урана, а атмосферы у этого спутника нет. Поэтому его заднее (по ходу орбитального движения) полушарие постоянно бомбардируется частицами магнитосферной плазмы, которые движутся по орбите намного быстрее Умбриэля (с периодом, равным периоду осевого вращения Урана). Возможно, это и приводит к потемнению заднего полушария, которое наблюдается на всех спутниках Урана, кроме Оберона. Пролёт автоматической межпланетной станции «Вояджер-2» позволил обнаружить вблизи Умбриэля явное уменьшение концентрации ионов магнитосферы Урана.
Так как Уран вращается вокруг Солнца «на боку», а его плоскость экватора примерно совпадает с плоскостью экватора (и орбиты) его крупных спутников, смена сезонов на них очень своеобразна. Каждый полюс Умбриэля 42 года находится в полной темноте и 42 года непрерывно освещён, причём во время летнего солнцестояния Солнце на полюсе почти достигает зенита. Пролет «Вояджера-2» в январе 1986 года совпал с летним солнцестоянием над южным полюсом, при этом почти все северное полушарие находилось в полной темноте. Раз в 42 года — во время равноденствия на Уране — Солнце (и вместе с ним Земля) проходит через его экваториальную плоскость, и тогда можно наблюдать взаимные затмения его спутников. Несколько таких событий наблюдалось в 2007—2008 годах, в том числе два покрытия Титании Умбриэлем 15 августа и 8 декабря 2007 года и покрытие Ариэля Умбриэлем 19 августа 2007 года.
В настоящее время у Умбриэля нет орбитального резонанса ни с одним из спутников Урана. Однако, вероятно, в начале своего существования у него существовал резонанс 1:3 с Мирандой. Возможно, это увеличило эксцентриситет орбиты Миранды, способствуя внутреннему нагреванию и геологической активности этого спутника, в то время как на орбиту Умбриэля это практически не повлияло. Спутникам Урана легче выйти из орбитального резонанса, чем спутникам Сатурна или Юпитера, поскольку сплющенность и размер Урана меньше, чем у более крупных планет-гигантов. Пример тому — Миранда, которая вышла из резонанса (с чем, вероятно, и связано аномально большое наклонение её орбиты).

## Состав и внутреннее строение

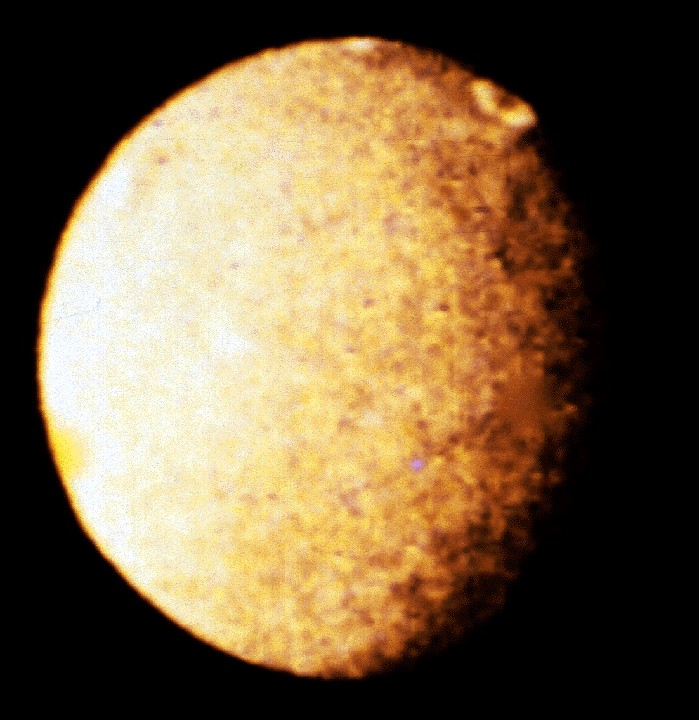
Снимок Умбриэля с использованием фиолетовых и светлых фильтров

Умбриэль — третий по размеру и четвёртый по массе спутник Урана. Его плотность — 1,39 г/см3. Из этого следует, что спутник в значительной степени состоит из водяного льда, а более плотные компоненты составляют около 40 % его массы. Эти компоненты могут представлять собой камни, а также высокомолекулярные органические соединения, известные как толины. При помощи инфракрасной спектроскопии на поверхности обнаружен водяной лёд. Его абсорбционные полосы на переднем полушарии выражены сильнее, чем на заднем. Причины такой асимметрии неизвестны, но предполагается, что это может быть вызвано бомбардировкой поверхности заряженными частицами из магнитосферы Урана, которая действует именно на заднее полушарие (вследствие совместного вращения планеты и плазмы). Эти частицы распыляют лёд, разлагая содержащийся в нём (образующий клатрат) метан и воздействуют на другие органические вещества, оставляя тёмный остаток, богатый углеродом.
При помощи инфракрасной спектроскопии на поверхности Умбриэля, помимо воды, обнаружен углекислый газ, который сконцентрирован в основном на заднем полушарии спутника. Происхождение углекислого газа не вполне ясно. Он мог образоваться на поверхности из карбонатов или органических веществ под влиянием солнечного ультрафиолетового излучения или заряженных частиц, прибывающих из магнитосферы Урана. Последнее может объяснить асимметрию в распределении углекислого газа по поверхности спутника, потому что эти частицы бомбардируют именно ведомое полушарие. Другой возможный источник CO2 — дегазация водяного льда в недрах Умбриэля, которая может быть следствием прошлой геологической активности спутника.
Умбриэль может быть дифференцирован на каменное ядро и ледяную мантию. Если это так, то радиус ядра (около 317 км) составляет примерно 54 % радиуса спутника, а масса ядра — около 40 % массы спутника (параметры рассчитаны исходя из состава Умбриэля). В этой модели давление в центре Умбриэля составляет около 0,24 ГПа (2,4 кбар). Нынешнее состояние ледяной мантии неясно, хотя существование подповерхностного океана считается маловероятным.

## Поверхность

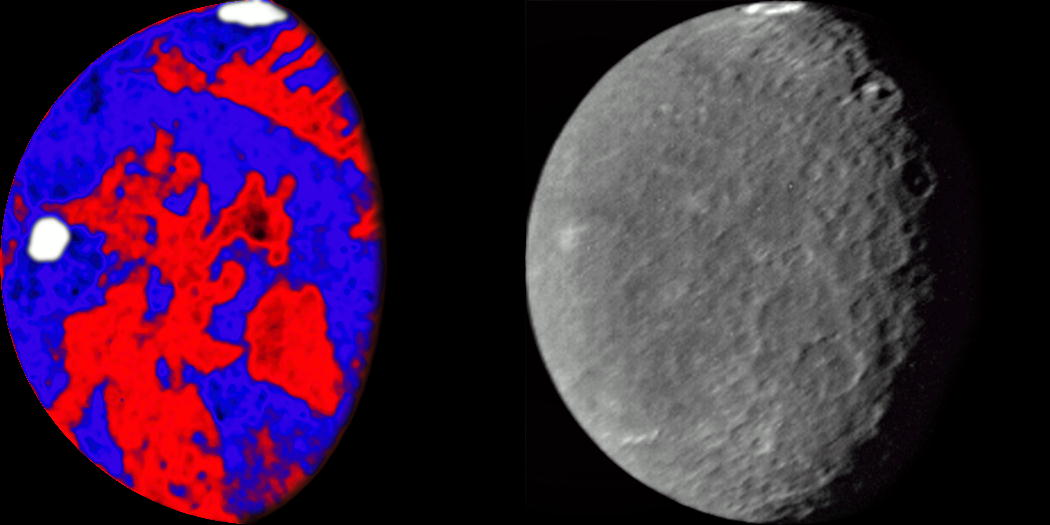
Снимок Умбриэля, на котором выделены участки с разным альбедо. Тёмные области выделены красным цветом, светлые — синим

Поверхность Умбриэля темнее, чем поверхности всех других спутников Урана, и отражает менее половины света, который отражает Ариэль, хотя эти спутники близки по размеру. Умбриэль имеет очень низкое альбедо Бонда — всего около 10 % (для сравнения, у Ариэля оно равно 23 %). Поверхность Умбриэля демонстрирует оппозиционный эффект: при увеличении фазового угла с 0° до 1° отражательная способность уменьшается с 26 % до 19 %. В отличие от другого тёмного спутника Урана — Оберона — поверхность Умбриэля слегка голубого цвета. Молодые ударные кратеры (например, кратер Ванда) ещё голубее. Кроме того, переднее полушарие немного краснее заднего. Это покраснение, вероятно, вызвано космическим выветриванием из-за бомбардировки заряженными частицами и микрометеоритами со времён образования Солнечной системы. Однако асимметрия цвета Умбриэля может быть связана и с аккрецией красноватого материала, поступающего из внешней части системы Урана (вероятно, от нерегулярных спутников). Это вещество должно оседать в основном на переднем полушарии. Если не считать этого различия полушарий, поверхность Умбриэля относительно однородна по альбедо и цвету.
| Кратер   | Происхождение наименования                                               | Координаты                                            | Диаметр (км) |
| -------- | ------------------------------------------------------------------------ | ----------------------------------------------------- | ------------ |
| Альберих | Альберих, карлик из «Песни о Нибелунгах»                                 | 33°36′ ю. ш. 42°12′ в. д. / 33,6° ю. ш. 42,2° в. д.   | 52           |
| Фин      | Фин, тролль в датском фольклоре                                          | 37°24′ ю. ш. 44°18′ в. д. / 37,4° ю. ш. 44,3° в. д.   | 43           |
| Гоб      | Гоб, король гномов                                                       | 12°42′ ю. ш. 27°48′ в. д. / 12,7° ю. ш. 27,8° в. д.   | 88           |
| Каналоа  | Kanaloa, главный злой дух в полинезийской мифологии                      | 10°48′ ю. ш. 345°42′ в. д. / 10,8° ю. ш. 345,7° в. д. | 86           |
| Малинги  | Malingee (Мутинга), старуха-ведьма в мифологии австралийских аборигенов  | 22°54′ ю. ш. 13°54′ в. д. / 22,9° ю. ш. 13,9° в. д.   | 164          |
| Минепа   | Minepa, злой дух у народа макуа из Мозамбика                             | 42°42′ ю. ш. 8°12′ в. д. / 42,7° ю. ш. 8,2° в. д.     | 58           |
| Пери     | Пери, злые духи из персидской мифологии                                  | 9°12′ ю. ш. 4°18′ в. д. / 9,2° ю. ш. 4,3° в. д.       | 61           |
| Сетибос  | Сетибос, князь тьмы в Патагонии                                          | 30°48′ ю. ш. 346°18′ в. д. / 30,8° ю. ш. 346,3° в. д. | 50           |
| Скинд    | Торопыга, тролль в датском фольклоре                                     | 1°48′ ю. ш. 331°42′ в. д. / 1,8° ю. ш. 331,7° в. д.   | 72           |
| Вувер    | Вувер из финской мифологии                                               | 4°42′ ю. ш. 311°36′ в. д. / 4,7° ю. ш. 311,6° в. д.   | 98           |
| Воколо   | Воколо, злой дух из верований народа бамбара, живущего в западной Африке | 30°00′ ю. ш. 1°48′ в. д. / 30° ю. ш. 1,8° в. д.       | 208          |
| Ванда    | Ванда в мифологии австралийских аборигенов                               | 7°54′ ю. ш. 273°36′ в. д. / 7,9° ю. ш. 273,6° в. д.   | 131          |
| Злыдень  | Злыдень, злой дух в славянской мифологии                                 | 23°18′ ю. ш. 326°12′ в. д. / 23,3° ю. ш. 326,2° в. д. | 44           |

Поверхность спутника сильно кратерирована, но на ней нет кратеров с хорошо заметными светлыми лучами, в отличие от других спутников Урана. Одно из предложенных объяснений этому состоит в том, что тепла, выделявшегося в недрах Умбриэля в эпоху его образования, почему-то было недостаточно для плавления коры и гравитационной дифференциации. Поэтому состав Умбриэля слабо зависит от глубины, и выбросы глубинных пород вокруг ударных кратеров неотличимы от основной поверхности. Однако наличие каньонов показывает, что когда-то на спутнике протекали эндогенные процессы; вероятно, они привели к обновлению поверхности и уничтожению старых форм рельефа.
Сейчас на Умбриэле названия имеют детали рельефа лишь одного типа — кратеры. Их на этом спутнике намного больше, чем на Ариэле и Титании, что указывает на его меньшую эндогенную активность. Из всех спутников Урана только Оберон превосходит Умбриэль по числу кратеров. Диаметры известных кратеров составляют от нескольких километров до 210 километров (для кратера Воколо). Все изученные кратеры Умбриэля имеют центральный пик, но ни у одного нет лучей.
Одна из главных отличительных особенностей Умбриэля — кратер Ванда с необычным светлым кругом на его дне. Это самая видная геологическая структура — диаметр составляет около 131 километра. Яркое кольцо на дне кратера, возможно, состоит из пород, выбитых из недр Умбриэля ударным воздействием. У соседних кратеров, таких как Вувер и Скинд, нет таких колец, но зато есть яркие центральные пики. Исследование лимба Умбриэля выявило структуру, которая может быть очень большим кратером (диаметром около 400 километров и глубиной около 5 километров).
Поверхность Умбриэля, как и других крупных спутников Урана, испещрена системой каньонов, направленных с северо-востока на юго-запад. Однако им не присвоены имена, поскольку разрешение снимков недостаточно для качественного геологического картирования.
Поверхность Умбриэля не изменялась после поздней тяжелой бомбардировки, поэтому на ней очень много кратеров. Единственные признаки эндогенной активности — каньоны и тёмные многоугольники (участки сложной формы диаметром от десятков до сотен километров). Эти многоугольники были обнаружены при помощи точной фотометрии снимков «Вояджера-2». Они распределены более или менее равномерно по всей поверхности Умбриэля с преимущественной ориентацией с северо-востока к юго-западу. Некоторые такие участки соответствуют низинам до нескольких километров в глубину и, возможно, являются результатом ранней тектонической активности Умбриэля. В настоящее время нет объяснения, почему поверхность спутника такая тёмная и однородная. Возможно, она покрыта тонким слоем тёмного материала, вынесенного на поверхность метеоритными ударами или выброшенного вулканами. По другой версии, кора Умбриэля может полностью состоять из тёмной материи, что делает невозможным появление ярких выбросов вокруг кратеров. Однако этому, возможно, противоречит наличие яркого кольца в кратере Ванда.

## Происхождение и эволюция
Как и все крупные спутники Урана, Умбриэль, вероятно, сформировался из аккреционного диска газа и пыли, который либо существовал вокруг Урана в течение какого-то времени после формирования планеты, либо появился при мощном столкновении, которое, скорее всего, и дало Урану очень большой наклон оси вращения. Точный состав туманности неизвестен, однако более высокая плотность спутников Урана по сравнению со спутниками Сатурна указывает, что эта туманность, вероятно, содержала меньше воды. Значительные количества углерода и азота, возможно, были представлены в виде оксида углерода (CO) и молекулярного азота (N2), а не аммиака и метана. Спутник, формировавшийся в такой туманности, должен содержать меньшее количество водяного льда (с клатратами CO и N2) и большее количество каменистых пород, а потому иметь более высокую плотность.
Образование Умбриэля путём аккреции, вероятно, продолжалось в течение нескольких тысяч лет. Столкновения, сопровождавшие аккрецию, вызывали нагрев наружных слоев спутника. Максимальная температура (около 180 K) была достигнута на глубине приблизительно 3 километра. После завершения формирования внешний слой остыл, в то время как внутренний стал нагреваться из-за распада радиоактивных элементов, заключенных в его породах. Поверхностный слой за счет охлаждения сжимался, в то время как нагревающийся внутренний расширился. Это вызвало в коре Умбриэля сильное механическое напряжение, которое могло привести к образованию разломов. Этот процесс должен был длиться около 200 млн лет. Таким образом, эндогенная деятельность на Умбриэле должна была прекратиться несколько миллиардов лет назад.
Тепла от изначальной аккреции и продолжавшегося далее распада радиоактивных элементов могло хватить для плавления льда, если в нём есть какие-либо антифризы (например, аммиак в форме гидрата аммиака и соль). Таяние могло привести к отделению льда от камня и формированию каменного ядра, окруженного ледяной мантией. На границе ядра и мантии мог образоваться слой жидкой воды (океан), насыщенный растворённым аммиаком. Эвтектическая температура этой смеси равна 176 К. Если температура океана была ниже этого значения, то он должен был давно замерзнуть. Среди всех спутников Урана Умбриэль был наименее подвержен эндогенным процессам преобразования поверхности, хотя эти процессы могли оказать своё влияние на Умбриэль (как и на другие спутники) в начале его существования. Сведения об Умбриэле до сих пор очень скудны и в значительной мере ограничены исследованиями, проведенными «Вояджером-2».

## Исследования

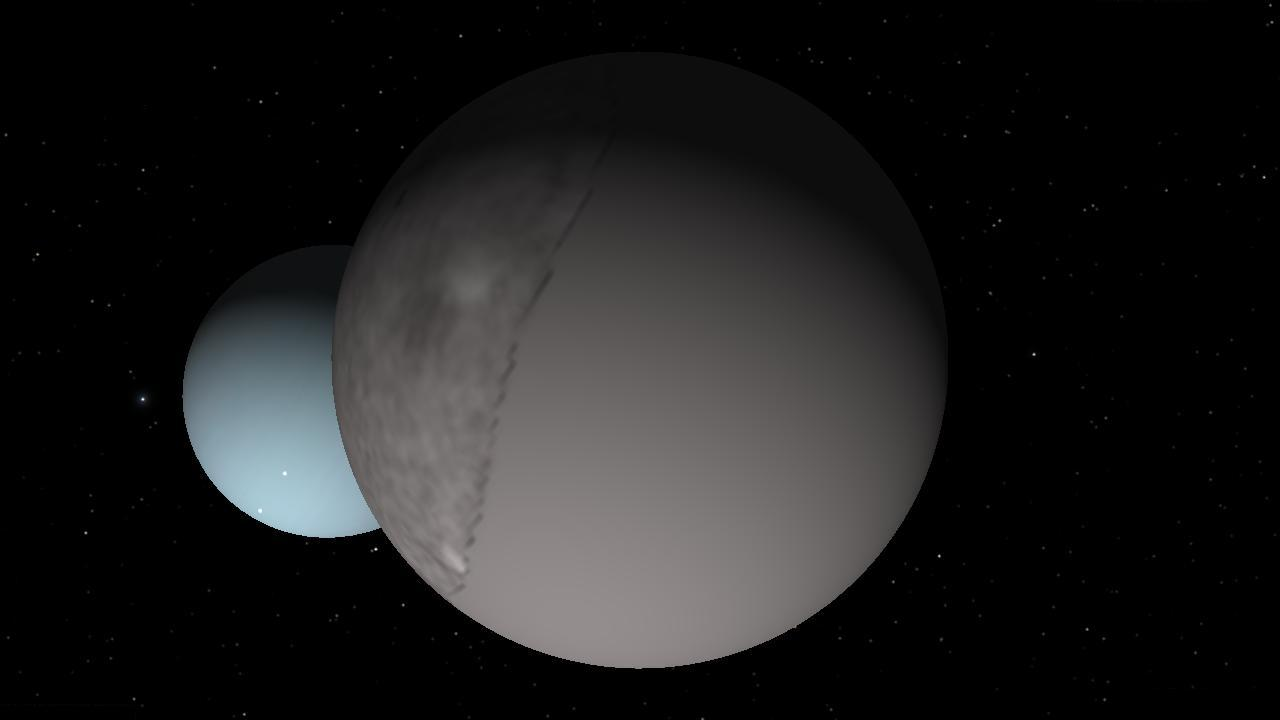
Графическая реконструкция частичного покрытия Урана Умбриэлем

Единственные на сегодняшний день изображения Умбриэля крупным планом были получены «Вояджером-2», который сфотографировал спутник во время исследований Урана в январе 1986 года. Наименьшее расстояние до спутника составляло 325 000 километров (202 000 миль), и самые детальные снимки имеют разрешение 5,2 километра. Изображения покрывают только 40 % поверхности, и лишь 20 % отсняты с качеством, достаточным для геологического картирования. Во время пролёта южное полушарие Умбриэля (как и других спутников) было обращено к Солнцу, поэтому северное полушарие не было освещено и не могло быть изучено. Ни Уран, ни Умбриэль не посещались другими межпланетными зондами, не планируются посещения и в обозримом будущем.